# 琳達·G·米爾斯
琳達·G·米爾斯（英語：Linda G. Mills，1958年9月21日—）是一名美國社會工作者和學術管理者，自2023年7月起擔任紐約大學校長。

## 教育
米爾斯於1979年獲得加州大學爾灣分校歷史與社會思想文學學士學位。她於1983年獲得加州大學舊金山法學院法學博士學位，並於1986年獲得舊金山州立大學社會工作碩士學位。1994年，她從布蘭戴斯大學獲得健康政策哲學博士學位，並成為該校的皮尤學者。
她於1983年獲得加州律師資格，並於1990年首次成為持證臨床社會工作者。

## 職業生涯
1994年至1998年，米爾斯擔任加州大學洛杉磯分校法學院講師和加州大學洛杉磯分校公共政策與社會研究學院助理教授。2002年，她被任命為負責本科教育和大學生活的副教務長（2006年被任命為高級副教務長）。2012年，她開始擔任紐約大學副校長兼負責全球計畫和大學生活的高級副教務長。
米爾斯於1999年加入紐約大學，擔任社會工作副教授，並於2001年晉升為正教授。她是麗莎·埃倫·戈德堡社會工作、公共政策和法律教授，並擔任紐約大學暴力與復健中心執行董事。米爾斯於2023年7月1日接替安德魯·D·漢密爾頓成為紐約大學校長。她是第一位猶太人，也是第一位擔任紐約大學校長的女性 。

### 研究工作
米爾斯的主要學術研究領域是創傷、偏見和家庭暴力。她曾為《哈佛法律評論》、《康乃爾法律評論》、《實驗犯罪學雜誌》和《自然人類行為》等刊物撰寫文章。她的著作由普林斯頓大學出版社、密西根大學出版社、施普林格和Basic Books出版。作為電影製片人，她製作的獲獎影片曾在翠貝卡電影節和洛杉磯猶太電影節上首次亮相，並在阿布達比、奧地利和突尼西亞等國放映。